# 13125 Тобольськ
13125 Тобольськ (13125 Tobolsk) — астероїд головного поясу, відкритий 10 серпня 1994 року.
Тіссеранів параметр щодо Юпітера — 3,357.